# Onsvalakällan

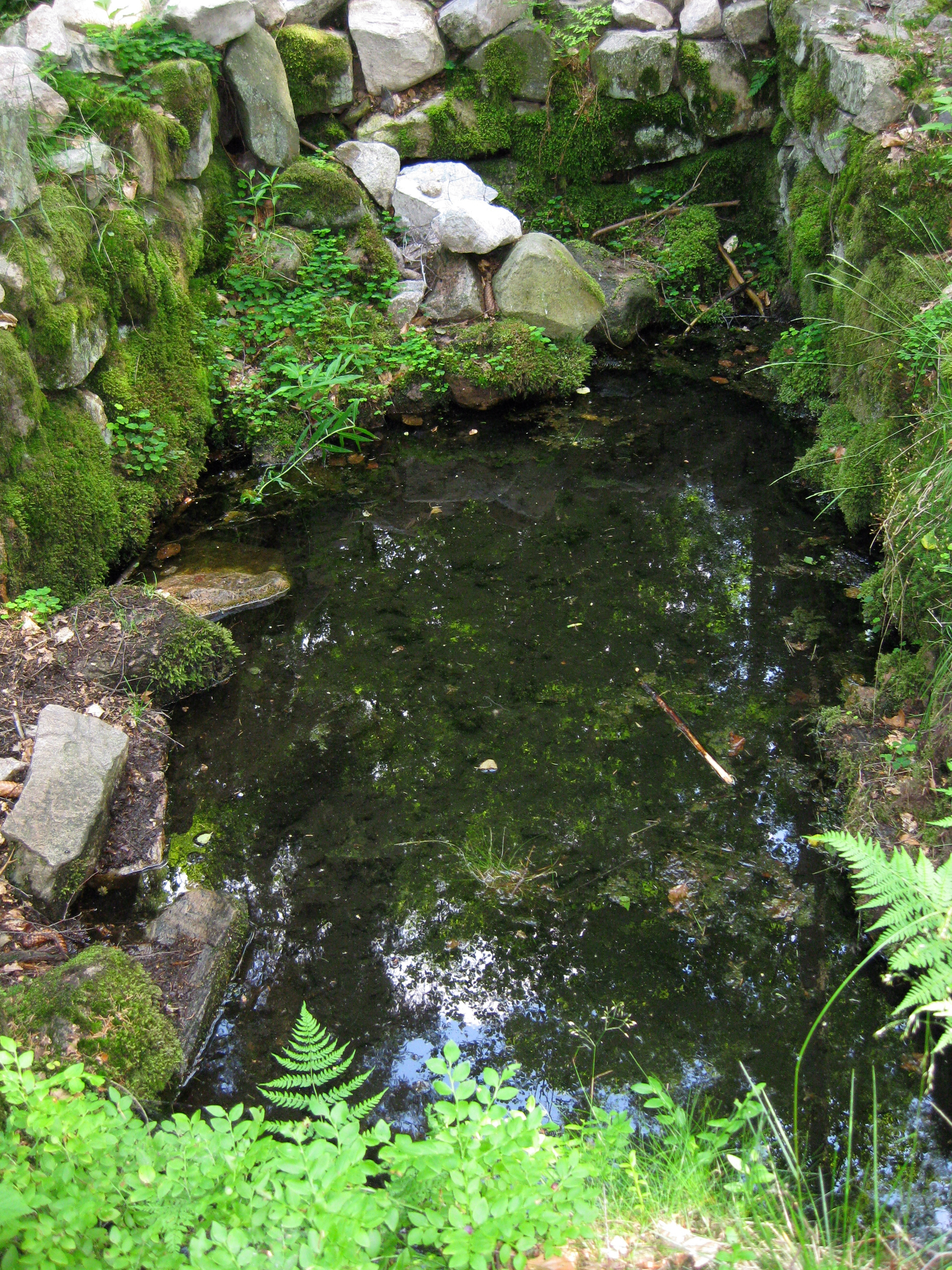
Källan.

Onsvalakällan är en naturlig vattenkälla som ligger i Höörs kommun (Höörs socken, Frosta härad i före detta Malmöhus län).